# Pelargoonzuurvanillylamide
Pelargoonzuurvanillylamide, ook pseudocapsaïcine of nonivamide genoemd, is een synthetisch capsaïcinoïde. Vergeleken met capsaïcine ontbreken in de structuur van de verbinding een dubbele binding en een methylgroep in de alifatische zijketen.

## Synthese
Pelargoonzuurvanillylamide kan bereid worden via een Schotten-Baumann-reactie:

## Toepassingen
Pelargoonzuurvanillylamide is een sterk irriterende vaste stof. Wanneer het in een geschikt oplosmiddel wordt opgelost, kan het aangewend worden in traangas of pepperspray.
Het heeft ook pijnstillende eigenschappen en het wordt door de huid geabsorbeerd. Het is de werkzame stof in zogenaamde warmtecrèmes en warmtepleisters tegen spier- of gewrichtspijn.